# Tomáš Kvasnička
Tomáš Kvasnička (ur. 4 lutego 1990) – czeski niepełnosprawny kolarz. Trzykrotny brązowy medalista z Pekinu w 2008 roku.

## Medale Igrzysk Paraolimpijskich

### 2008
- - Kolarstwo - wyścig uliczny - LC 3–4/CP 3
- - Kolarstwo - trial na czas - 1 km - CP 3
- - Kolarstwo - sprint drużynowy - LC1–4 CP3/4